# 하남풍산초등학교
하남풍산초등학교는 대한민국 경기도 하남시에 있는 공립 초등학교이다.

## 학교 연혁
- 2007.12.27 하남풍산초등학교 설립 인가
- 2008.03.01 초대 정문자 교장 취임
- 2008.03.01 하남풍산초등학교 개교
- 2008.03.01 하남풍산초등학교 6학급, 유치원 1학급 편성
- 2008.12.16 도서관, 어학실개관
- 2009.02.12 제1회 졸업식
- 2014.02.14 제6회 졸업식(105명)

## 참고 자료
- 하남풍산초등학교 - 한국교육학술정보원 학교알리미수사스누수느ㄴ

1. ↑  경기도의회 (2016년 1월 4일). “경기도립학교 설치조례 별표”. 《국가법령정보센터》. 대한민국 법제처. 2016년 7월 30일에 확인함.